# Чалков, Александр Яковлевич
Александр Яковлевич Чалков (1912—1982) — советский сталевар, лауреат Сталинской премии третьей степени.

## Биография
Родился в селе Новая Тараба Верх-Чумышского района (ныне Новотарабинский сельсовет Кытмановского района) Алтайского края. с 1930 по 1931 работал на шахте в Прокопьвске коновозчиком. С 1931 года работал на КМК бетонщиком, подручным сталевара, сталеваром. Окончил Кузнецкий металлургический техникум в 1942 году.
В период Великой Отечественной войны работавший в мартеновском цехе КМК Чалков начал проводить скоростные плавки (новая технология позволила сократить время выплавки броневой стали в 185-тонной мартеновской печи c 18 часов до 11 часов).
В 1942 году вступил в ВКП(б).
Только за первые два года войны бригада, руководимая Чалковым, выдала сверхплановой стали столько, что из нее можно было изготовить 24 танка, 36 пушек, 15 тысяч миномётов, 1 100 тысяч гранат, 18 тысяч автоматов. В июне 1943 года он выполнил производственный план на 110%. Всего за период войны он сварил 108 скоростных плавок высококачественной стали. 
За освоение технологии скоростной выплавки стали он был удостоен Сталинской премии третьей степени. Практически всю премию (25 тысяч рублей) он перечислил в Фонд обороны. За эти деньги из выплавленной Чалковым сверхплановой стали были изготовлены 400 пистолетов-пулемётов ППШ с надписью "Сибиряку от сталевара Чалкова", которые в 1943 году были вручены лучшим бойцам-автоматчикам Сибирской добровольческой дивизии РККА.
После вручения ППШ командир дивизии (Н. О. Гузь) написал письмо с объявлением благодарности А. Я. Чалкову от имени личного состава и командования дивизии (которое было получено металлургом в июне 1943 года).
Работал в мартеновском цехе до 1962 года.
Семья: три брата, пять сыновей.
Умер в городе Новокузнецке.

## Награды
- Сталинская премия третьей степени (1943)[2] — за достижение высоких количественных показателей при плавке высококачественных сталей[1]
- два ордена Ленина
- орден Трудового Красного Знамени
- орден Красной Звезды
- орден «Знак Почёта»
- нагрудный знак «Отличник социалистического соревнования чёрной металлургии»